# Guido Morselli
Guido Morselli (Bologna 15. august 1912 – Varese 31. juli 1973) var en italiensk forfatter.

## Biografi
Guido Morselli fødtes i Bologna d. 15. august 1912 som sidste barn i en søskendeflok på fire. Hans fader Giovanni Morselli var ejer af og direktør for et farmaceutisk firma; moderen Olga Vincenzi var datter af én af byens mest anerkendte advokater. I 1914 flyttede familien til Milano. Indtil sit 10. år levede Guido under trygge forhold, men i 1922 blev moderen hårdt angrebet af den spanske syge og måtte indlægges i længere tid.
Guido led under moderens fravær, og da også faderen ofte måtte rejse bort i arbejdssammenhænge, var Guido meget overladt til sig selv. I 1924 døde moderen. Tabet af hende prægede Guido dybt. Faderen fortsatte sine forretningsrejser, og uden moderens formildende indflydelse forværredes det i forvejen anspændte forhold mellem fader og søn. Guido var et indesluttet, rastløst barn, der trods sin tidligt udviklede intelligens, afskyede al regelmæssig skolegang. Han foretrak i stedet at læse på egen hånd.
Med nød og næppe bestod han studentereksamen i 1931 hos en privatlærer efter at være dumpet i 1930. For at tilfredsstille faderens ønske om at se sin søn gøre karriere i livet søgte Morselli optag på det juridiske fakultet ved det statslige universitet i Milano. Samtidig begyndte han at skrive små essays af journalistisk karakter, dog uden at bekymre sig særligt om at få dem udgivet.
I 1935 bestod han sin juridiske embedseksamen. Derefter rejste han et par år i udlandet (England og Skandinavien). Han skrev flere journalistiske reportager fra sine ophold, men tøvede stadig med at offentliggøre dem. I 1939 blev han indkaldt til militærtjeneste i Modena. Her begyndte han at føre dagbog, en vane, der skulle følge ham livet igennem. Efter en kortvarig udstationering på Sardinien blev han hjemsendt. De sidste to år af krigen (Anden Verdenskrig 1939-45) tilbragte han i Catanzaro (Calabrien), hvor han fuldendte sit første store essay Proust o del sentimento, det ene af de kun to værker, der blev offentliggjort, mens han stadig levede. Da krigen var slut, fik faderen ham ansat i sin virksomhed som PR-medarbejder, men Morselli sagde hurtigt op. Allerede efter at hans elskede søster Luisa var afgået ved døden i 1938, kun 27 år gammel, havde Morselli fået udvirket, at hans fader oprettede en livrente, som tillod ham at hengive sig til de sysler, der optog ham mest: Læsning, studiet af litteratur og filosofi samt forfattervirksomheden.
Fra 1947 og frem var Morselli hovedsageligt aktiv som romanforfatter, og denne gang med eksplicit henblik på offentliggørelse af sine skrifter. Imidlertid lykkedes det ham aldrig at interessere blot et eneste forlag for sin banebrydende fiktion. Afslag efter afslag forfulgte ham. Først efter hans død i 1973 fik den italienske offentlighed øjnene op for hans usædvanlige forfatterbegavelse.
De mange afslag gjorde naturligvis deres til, at Morselli, der af natur var melankoliker, sank stadig dybere ned i sorg og desperation. Den 31. juli 1973 tog han sit eget liv i en ejendom tæt på familievillaen i byen Varese, beliggende i det allernordligste Italien. Han skød sig i munden med en Browning 7.65, en pistol, han i både dagbøger og romaner (Dissipatio) havde omtalt som veninden med det sorte øje.
Morselli valgte at overlade sin bogsamling til Biblioteca Civica i Varese. Samlingen beløb sig til i alt 1.504 titler (ca. 1.900 bind). I Varese findes desuden et museum for Morselli samt et arkiv over hans skrifter.

## Posthum berømmelse
Én af de mapper, Morsellis gemte sine papirer i, bærer overskriften Mit forhold til udgivere. Med blyant er der på forsiden tegnet en bastflaske (på italiensk fiasco). Mappen indeholder brevvekslingen mellem Morselli og de mange redaktører, som Morselli gennem tiden fra 1947 og op til selvmordet i 1973 havde sendt sine arbejder til. Det sidste værk, romanen Dissipatio H. G., fuldendtes samme år, som han begik selvmord. Morselli appellerede gentagne gange til forskellige forlag om at publicere bogen, men ingen ville.
Flere af de redaktører, Morselli således korresponderede med, var kendte skikkelser fra det italienske kulturliv: bl.a. Mario Pannunzio, redaktør af den politisk-kulturelle ugeavis Mondo, filosoffen Guido Calogero, der var tilknyttet tidsskriftet Cultura, og Vittorio Sereni, digter og redaktør på det kendte forlag Mondadori. Af brevvekslingen kan man se, at Morselli for det meste blev mødt med en godmodig ligegyldighed, hvis redaktøren da ikke, som fx Luciano Foà, den senere medgrundlægger af forlaget Adelphi, der ironisk nok skulle komme til at bidrage væsentligt til Morsellis posthume berømmelse, simpelthen forlagde det tilsendte manuskript.
Den nok bedst kendte af dem, Morselli brevvekslede med angående udgivelse af sin produktion, var forfatteren Italo Calvino. Som redaktør på forlaget Einaudi afviste Calvino at offentliggøre romanen Il comunista med den begrundelse, at Morsellis gengivelse af det kommunistiske miljø ikke var tilstrækkeligt realistisk. Morselli anerkendte fuldt ud Calvinos vurdering, samtidig med at han høfligt gjorde opmærksom på, at han, Morselli, ingen intentioner havde haft om at skrive realistisk.
I 1974 kom så gennembruddet. Klarsynede redaktører på forlaget Adelphi (se ovenfor) forstod, at Morsellis bøger, ud over deres litterære kvaliteter, på mange måder udgjorde et nybrud inden for den italienske (europæiske) litteratur. Grundene til, at Morselli først slog igennem efter sin død kan være mange. Kritikere peger bl.a. på, at Morsellis stærkt anti-psykologiske og realismekritiske skrivemåde afveg for stærkt fra samtidens litterære smag, til at de italienske forlag vovede at binde an med hans særegne stil og valg af temaer [1].
I dag betragtes Morselli som én af store fornyere af italiensk litteratur. Han er bedst kendt for sine bidrag til det, man kan kalde den kontra-faktiske eller fantastiske roman. Således handler fremtidsromanen Roma senza papa (skrevet 1966-67, udgivet 1974) om, hvorledes den katolske kirke mod slutningen af det 20. årh. undergår en amerikanisering med dertil hørende udstrakt brug af psykofarmaka, sakralisering af psykoanalyse og accept af fri seksualitet (også for præster). I den alternative historieroman Contro-passato prossimo (skrevet 1969-70, udgivet 1975) beskrives, hvorledes Østrig-Ungarn ikke, som i virkeligheden, taber, men i stedet vinder Første Verdenskrig. Den utopiske parallelroman, Divertimento 1889 (skrevet 1970-71, udgivet 1975) fortæller en opdigtet historie om den italienske konge Umberto den Førstes amourøse eventyr. Og i det, der skulle blive Morsellis sidste værk, den ironisk-desperate dystopi, romanen Dissipatio H. G. (skrevet 1972-73, udgivet 1977), befinder vi os i en verden, hvor alle mennesker på nær fortælleren med ét slag er forsvundet.
Flere af Morsellis romaner er oversat til engelsk, fransk og tysk.

## Romaner i udvalg
- Roma	senza papa: Cronache romane de fine secolo ventesimo	(1974)
- Contro-passato	prossimo. Un’ipotesi retrospettiva (1975)
- Divertimento	1889 (1975)
- Il	comunista	(1976)
- Dissipatio	H. G.	(1977)
- Un	dramma borghese (1978)

## Essays i udvalg
- Proust	o del sentimento (1943)
- Realismo	e fantasia (1947)